# Monica S. Lam
Monica Sin-Ling Lam (geb. vor 1980) ist eine US-amerikanische Informatikerin und Professorin an der Stanford University.
Lam erwarb 1980 einen Bachelor-Abschluss an der University of British Columbia und wurde 1987 an der Carnegie Mellon University bei Hsiang-Tsung Kung promoviert (A systolic array optimizing compiler). Ihren Master-Abschluss erhielt sie 1982 an der Carnegie Mellon University. Ab 1988 war sie Assistant Professor an der Stanford University, an der sie 1995 Associate Professor und 2000 Professor wurde. Sie ist Direktorin des Stanford MobiSocial Computing Laboratory und leitende Wissenschaftlerin im Projekt Programmable Mobile Open Internet (POMI) der National Science Foundation (das 2008 gestartet wurde).
Sie ist bekannt für Beiträge zur Compiler-Optimierung (Software-Pipelining, Daten-Lokalität, Parallelisierung), entwickelte mit ihrer Gruppe die von Compilerentwicklern viel benutzte SUIF-Plattform und bearbeitete mit Ravi Sethi die Neuauflage der klassischen Monographie zum Compilerbau von Alfred Aho und Jeffrey Ullman (bekannt als das Drachenbuch). Außerdem befasste sie sich mit der Analyse von Software zur Erhöhung der Sicherheit und der Entwicklung von dafür geeigneten Software-Werkzeugen (zum Beispiel zur Entdeckung von Cross-Site-Scripting, SQL-Injection-Bugs in Java/JSP Webanwendungen, die Datenbankabfragesprache PQL, den offenen Tool bddbddb, der Clouseau C++ Speicher-Leak-Detektor, den Buffer Overflow-Detektor Cred). Sie war an mehreren Startups beteiligt, so war sie 1998 Chefwissenschaftlerin von Tensilica, 2005/2006 Gründer und CEO von moka5. 2012 startete sie mit ihren Studenten MobiSocial und ist deren CEO. Ziel des Unternehmens ist eine offene soziale Rechnernetz-Infrastruktur, in der Nutzer Daten austauschen können, aber die Rechte an ihnen behalten können. Dazu entwickelten sie die das mobile soziale Netzwerk Musubi.
Sie befasste sich auch mit Hochleistungsrechnern und Computerarchitektur, zum Beispiel in ihren Anfangsjahren bei ihrem Doktorvater, der Pionier für Datenfluss-Architekturen war.
Sie ist seit 2007 Fellow der Association for Computing Machinery (ACM) und erhielt 1992 einen Presidential Young Investigator Award der National Science Foundation. 2001 erhielt sie einen Most Influential Paper Award der Sektion Programming Language Design and Implementation der ACM und 1994 deren Best Paper Award. 2002 erhielt sie den ACM SIGSOFT Distinguished Paper Award. 2019 wurde Lam in die National Academy of Engineering gewählt.
Sie war im Herausgebergremium der ACM Transactions on Computer Systems. 2000 stand sie der Programming Languages Design and Implementation Conference der ACM SIGPLAN vor.

## Schriften
- mit Ravi Sethi, Alfred V. Aho, Jeffrey Ullman: Compiler: Prinzipien, Techniken und Werkzeuge. 2. aktualisierte Auflage. Pearson Studium, München u. a. 2008
- Software Pipelining: An Effective Scheduling Technique for VLIW Machines, Proceedings of the SIGPLAN 88 Conference on Programming Language Design and Implementation, Juni 1988, S. 318–328.
- A systolic array optimizing compiler, Kluwer 1989
- mit Michael E. Wolfe, A data locality optimizing algorithm, Proceedings of the ACM SIGPLAN'91 Conference on Programming Language Design and Implementation, Juni 1991.